# The Politician's Love Story
The Politician's Love Story er en amerikansk stumfilm fra 1909 af D. W. Griffith.

## Medvirkende
- Mack Sennett
- Kathlyn Williams
- Lee Dougherty
- Marion Leonard - Peter
- Florence Lawrence